# Dasyscyphus globuligerus
Dasyscyphus globuligerus är en svampart som beskrevs av Fuckel 1874. Dasyscyphus globuligerus ingår i släktet Dasyscyphus och familjen Hyaloscyphaceae.   Inga underarter finns listade i Catalogue of Life.